# حشره‌خوار بانکا
 حشره‌خوار بانکا (نام علمی: Crocidura vosmaeri) نام یک گونه از سرده حشره‌خوارهای دندان‌سفید است.